# Verbete
Verbete é um texto escrito, de caráter informativo, destinado a explicar um conceito segundo padrões descritivos sistemáticos, determinados pela obra de referência; mais comumente, um dicionário ou uma enciclopédia. O verbete é essencialmente destinado a consulta, o que lhe impõe uma construção discursiva sucinta e de acesso imediato, embora isso não incorra necessariamente em curta extensão. Geralmente, os verbetes abordam conceitos bem estabelecidos em algum paradigma acadêmico-científico, ao invés de entrar em polêmicas referentes a categorias teóricas.

## Contexto

### De circulação
Originalmente, as obras de referência compostas de verbetes eram publicadas como tomos. Atualmente, esse formato tem sido largamente superado pela publicação digital, cujas vantagens refletem-se principalmente em sua estrutura.

### De interlocução
Desde a sua origem, o verbete, como componente de uma obra de referência, é predominantemente destinado a um leitor universal. Ainda que existam muitos dicionários técnicos e enciclopédias especializadas em diversas áreas do conhecimento; e ainda que a tendência à síntese que é característica do gênero muitas vezes dificulte para os leigos a compreensão de verbetes referentes a assuntos mais obscuros ou complexos; ainda assim, o princípio que norteia a própria existência do verbete professa que o conhecimento sistemático é acessível a qualquer indivíduo dotado de razão lógica.
O perfil dos autores de verbetes, contudo, tem-se modificado bastante no século XXI. Até então, o produtor prioritário de um verbete seria um especialista na área do conhecimento responsável por estudar o conceito a ser explicado. Armado de um cabedal teórico aprovado pela comunidade acadêmica como relevante para compreender o assunto em questão, o especialista, e apenas ele, estaria autorizado a transmitir os conhecimentos necessários à sua compreensão a qualquer interlocutor. Recentemente, porém, o sucesso de enciclopédias livres vem alterando esse paradigma em favor de uma relação imediata e fluida entre a sociedade em larga escala e o conhecimento: o controle das informações relevantes à explicação de conceitos é coletivamente exercido, e os valores de verdade antes determinados pela comunidade acadêmica passam a ser influenciados por um espectro mais amplo da sociedade.

### Sócio-histórico
As obras de referência em geral, e os dicionários em particular, têm origens históricas difusas e de difícil determinação. A Encyclopédie, contudo, é um marco do Iluminismo do século XVIII, e pode ser considerada matriz das enciclopédias e da maioria das outras obras de referência posteriores. Logo, o verbete é um gênero discursivo derivado da cultura racionalista, cientificista e tecnocrática que, tendo suas raízes na filosofia iluminista, domina a Idade Contemporânea.
Dessa cultura emergem as noções de: leitor universal, a quem se destina o texto (vide acima); autor especialista, que através do exercício individual e soberano da razão, legitima-se como esclarecedor das massas (vide acima); e atomização estrutural do conhecimento, que justifica a criação de obras de referência compostas de tópicos explicativos sistematicamente construídos, mas que podem ser consultados em total isolamento uns dos outros, em analogia com a divisão do saber filosófico em disciplinas acadêmico-científicas. Essa última consequência do paradigma iluminista vem sendo reformulada pelo advento do hipertexto (vide abaixo).

## Linguagem
Por sua pretensão universalista e pela posição respeitável que ocupa no sistema de valores da cultura racionalista, espera-se que todo verbete siga as normas padrão de uso da língua escrita, em um nível elevado de formalidade.
Por sua natureza sistemática e por ser destinado a consulta, espera-se que a linguagem do verbete seja também o mais objetiva possível. As consequências gramaticais desse princípio são: no nível lexical, precisão na escolha dos termos e ausência de palavras que expressem subjetividade (opiniões, impressões e sensações); no nível sintático, simplificação das construções; e no nível estilístico, denotação (ausência de ornamentos e figuras de linguagem).
É comum a presença de terminologia especializada na construção do verbete, embora sua frequência varie conforme o público consumidor da obra de referência em que se insere o texto.
Elementos de linguagens não-verbais (especialmente pictóricos) são tradicionalmente agregados ao verbete com função de esclarecimento.

## Estratégias comunicativas
O verbete é as funções da linguagem propostas por Roman Jakobson, a referencial é francamente dominante no âmbito do verbete.
A elaboração do verbete reflete o conflito seminal que define a elegância científica: a negociação constante entre síntese e exaustividade. Os padrões do gênero valorizam tanto a brevidade e a abordagem direta dos temas quanto o detalhamento e a completude da informação.

## Estrutura

### Microestrutura
O verbete é sempre iniciado por uma entrada. Embora o termo "entrada" seja às vezes usado como sinônimo de "verbete", é mais apropriado considerar que a entrada seria o "título" do verbete - a palavra que denomina o conceito a ser explicado, encabeçando o verbete e permitindo sua indexação. Uma lista telefônica e um índice remissivo, por exemplo, têm entradas, mas não são verbetes: cada um dos tópicos dessas obras de referência é associado a um número, e não a uma explicação. No caso de um dicionário, as entradas serão palavras individuais. No caso de uma enciclopédia, uma entrada pode compor-se de várias palavras, formando uma expressão coesiva e reconhecível que denomine um conceito a ser individualmente explicado.
A entrada do verbete é seguida de sua definição, o mais resumida e completa possível. A definição se estabelece como uma relação de igualdade entre o termo que serve de entrada ao verbete e um outro termo mais complexo, formado por descrição abstrata do conceito trabalhado. As abstrações movidas para construir esse segundo termo comumente fazem referência a uma disciplina acadêmico-científica específica, uma área do conhecimento que forneça categorias teóricas capazes de caracterizar o assunto do verbete.
Desenvolvimentos posteriores do verbete serão aprofundamentos da definição, considerados, pelo autor, necessários à compreensão sólida do conceito trabalhado. No caso de um dicionário, essa etapa de aprofundamento quase sempre será formada por exemplos concretos de construções linguísticas em que a palavra explicada pode ser utilizada. No caso de uma enciclopédia, a contextualização (especialmente histórica, ou em termos do campo de conhecimento científico que fornece instrumentos à compreensão do tema) e o detalhamento do conceito abordado podem gerar longas descrições, muitas vezes organizadas por subtítulos.

### Macroestrutura
Diversos verbetes são reunidos de maneira ordenada para formar uma obra de referência. Considerando-se que as obras de referência são destinadas a consulta, a indexação dos verbetes que as compõem deve ser o mais eficaz possível, de maneira a facilitar ao máximo a busca das entradas relevantes a cada situação de leitura.
As obras publicadas em tomo quase sempre seguem o critério alfabético de indexação, que mostra-se altamente eficiente para dicionários, mas nem tanto no caso de enciclopédias (pois as muitas possibilidades de sinonímia diminuem a previsibilidade das entradas). As obras publicadas digitalmente beneficiam-se em larga escala de ferramentas de busca e do recurso ao hipertexto. A abundância de hiperlinks que se apresenta ao leitor de uma obra de referência digital permite a leitura pluridirecional dos verbetes e a seleção particular de informações relevantes.